# Manchester Monarchs
Manchester Monarchs byl profesionální americký klub ledního hokeje, který sídlil v Manchesteru ve státě New Hampshire. Své domácí zápasy hráli „Monarchové“ v tamní aréně Verizon Wireless Arena. Klub působil v AHL v letech 2001–2015 a po celou existenci fungoval jako záložním tým klubu NHL Los Angeles Kings.
Klub hrál své první utkání 6. října 2001 proti Lowell Lock Monsters a prohrál 6:3. O týden později, 13. října 2001, však slavil první vítězství, konkrétně nad Norfolk Admirals. Ve všech čtrnácti sezonách existence se tým pokaždé dostal do play off, ale vždy ztroskotal na prvním kole – výjimkou byly ročníky 2006/2007, 2009/10 (v těchto sezonách došel do finále konference) a 2014/15 (zisk Calderova poháru).
V lednu 2015 bylo oznámeno, že licence na AHL bude od ročníku 2015/16 postoupena klubu Ontario Reign. Klub s tímto názvem posléze působil až do svého zániku v roce 2019 v ECHL.

## Úspěchy klubu
- Vítěz AHL – 1x (2014/15)
- Vítěz základní části – 1x (2014/15)
- Vítěz konference – 1x (2014/15)
- Vítěz divize – 4x (2004/05, 2006/07, 2013/14, 2014/15)

## Výsledky

### Základní část
Zdroj: 
| Sezona  | Zápasy | Výhry | Prohry | Remízy | Prohry(pr.) | Prohry(s.n.) | Body | Góly vstřelené | Góly inkasované | Umístění v divizi |
| ------- | ------ | ----- | ------ | ------ | ----------- | ------------ | ---- | -------------- | --------------- | ----------------- |
| 2001/02 | 80     | 38    | 28     | 11     | 3           | —            | 90   | 236            | 225             | 2. v Severní      |
| 2002/03 | 80     | 40    | 23     | 11     | 6           | —            | 97   | 254            | 209             | 2. v Severní      |
| 2003/04 | 80     | 40    | 28     | 7      | 5           | —            | 92   | 223            | 181             | 2. v Atlantické   |
| 2004/05 | 80     | 51    | 21     | —      | 4           | 4            | 110  | 258            | 176             | 1. v Atlantické   |
| 2005/06 | 80     | 43    | 30     | —      | 3           | 4            | 93   | 236            | 230             | 3. v Atlantické   |
| 2006/07 | 80     | 51    | 21     | —      | 7           | 1            | 110  | 242            | 182             | 1. v Atlantické   |
| 2007/08 | 80     | 39    | 31     | —      | 5           | 5            | 88   | 240            | 228             | 4. v Atlantické   |
| 2008/09 | 80     | 37    | 35     | —      | 0           | 8            | 82   | 211            | 218             | 5. v Atlantické   |
| 2009/10 | 80     | 43    | 28     | —      | 3           | 6            | 95   | 213            | 200             | 3. v Atlantické   |
| 2010/11 | 80     | 44    | 26     | —      | 4           | 6            | 98   | 255            | 209             | 2. v Atlantické   |
| 2011/12 | 76     | 39    | 32     | —      | 2           | 3            | 83   | 207            | 208             | 2. v Atlantické   |
| 2012/13 | 76     | 37    | 32     | —      | 3           | 4            | 81   | 219            | 209             | 3. v Atlantické   |
| 2013/14 | 76     | 48    | 19     | —      | 3           | 6            | 105  | 244            | 188             | 1. v Atlantické   |
| 2014/15 | 76     | 50    | 17     | —      | 6           | 3            | 109  | 241            | 176             | 1. v Atlantické   |

### Play-off
Zdroj: 
| Sezona  | 1. kolo                   | 2. kolo                            | Finále konference     | Finále Calder Cupu    |
| ------- | ------------------------- | ---------------------------------- | --------------------- | --------------------- |
| 2001/02 | porážka, 2–3, Hartford    | —                                  | —                     | —                     |
| 2002/03 | porážka, 0–3, Bridgeport  | —                                  | —                     | —                     |
| 2003/04 | porážka, 2–4, Worcester   | —                                  | —                     | —                     |
| 2004/05 | porážka, 2–4, Providence  | —                                  | —                     | —                     |
| 2005/06 | porážka, 3–4, Hartford    | —                                  | —                     | —                     |
| 2006/07 | postup, 4–2, Worcester    | postup, 4–2, Providence            | porážka, 0–4, Hershey | —                     |
| 2008/09 | porážka, 0–4, Providence  | —                                  | —                     | —                     |
| 2009/10 | postup, 4–0, Portland     | postup, 4–2, Worcester             | porážka, 2–4, Hershey | —                     |
| 2010/11 | porážka, 3–4, Binghamton  | —                                  | —                     | —                     |
| 2011/12 | porážka, 1–3, Norfolk     | —                                  | —                     | —                     |
| 2012/13 | porážka, 1–3, Springfield | —                                  | —                     | —                     |
| 2013/14 | porážka, 1-3, Norfolk     | —                                  | —                     | —                     |
| 2014/15 | postup, 3-2 Portland      | postup, 4–1, Wilkes-Barre/Scranton | postup, 4-0, Hartford | Vítěz AHL, 4-1, Utica |

## Klubové rekordy

### Za sezonu
Góly: 46, Mike Cammalleri (2004/05)
Asistence: 63, Mike Cammalleri (2004/05)
Body: 109, Mike Cammalleri (2004/05)
Trestné minuty: 322, Joe Rullier (2004/05)
Průměr obdržených branek: 1.93, Adam Hauser (2004/05)
Procento úspěšnosti zákroků: .933, Adam Hauser (2004/05)

### Celkové
Góly: 85, Noah Clarke
Asistence: 122, Gabe Gauthier
Body: 199, Noah Clarke
Trestné minuty: 844, Joe Rullier
Čistá konta: 15, Adam Hauser
Vychytaná vítězství: 84, Martin Jones
Odehrané zápasy: 414, Andrew Campbell